# 消防組
消防組（しょうぼうぐみ）是太平洋戰爭前日本、臺灣的消防機關。臺語至今仍有稱消防隊為「消防組」的用法。

## 日本的消防組
明治維新後，各地的消防組織繼承町火消等舊幕藩時代之組織，名稱也因地而異，稱為「消防組」、「火消組」、「水火防組」等。營運方式分為市町村的「公設」組織和地域住民的「私設」組織。
明治27年（1894年），日本政府制定「消防組規則」（明治27年勅令第15號），確立全國統一的制度。昭和14年（1939年），根據「警防團令」，消防組改組為警防團。

## 臺灣的消防組

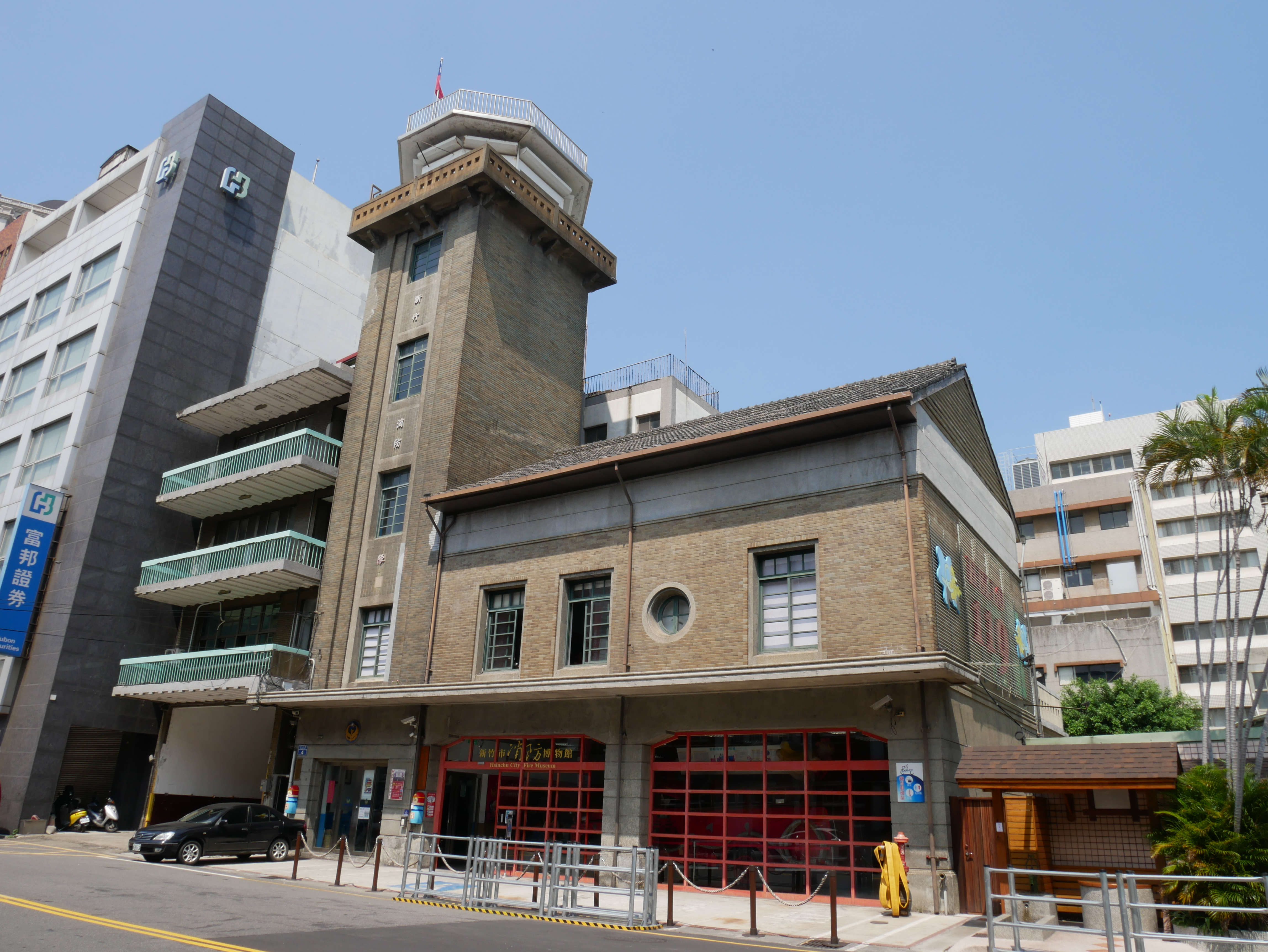
新竹消防組（今新竹市消防博物館）

日清戰爭後，明治28年（1895年）臺灣進入日本時代。明治29年（1896年），臺北成立私立的消防組。明治35年（1902年），成立官設的「臺北消防組」，此為臺灣第一個官辦的消防機關。「臺北消防組」的設置地點即今「城中消防隊」（臺北市消防局城中分隊）之所在地。
消防組內的階級以「組頭」為首，下有「小頭」、「消防手」，臺北消防組在「組頭」之上又設名譽職「頭取」，第一任頭取由澤井市造擔任。消防員可分成專職的常備消防員和兼職的義勇消防員，早期兼差的消防員以從事「大工」、「左官」、「鳶」者為主。
臺北消防組設立後，全臺各地也陸續設立消防組，基隆消防組設立於明治43年（1910年）、高雄消防組設立於大正4年（1915年）等。昭和10年（1935年），全臺消防組已達到23組。
各地的消防組依照慣例，每年會在元旦過後幾天舉辦稱為「出初式」（也稱「消防出初式」）的演習儀式，台北、桃園 （页面存档备份，存于）（1940年）、新竹 （页面存档备份，存于）（1918年）、臺中（1915年）、高雄、台東、花蓮港的消防組依照慣例在1月4日，基隆在1月5日，彰化、嘉義、屏東在1月6日，日本內地的東京也在1月6日，最晚的豐原則在1月9日。
臺灣的消防組與日本內地相同，在昭和14年（1939年）改組為警防團。